# Mistrzostwa Świata Juniorów w Lekkoatletyce 1994
Mistrzostwa Świata Juniorów w Lekkoatletyce 1994 – piąta edycja mistrzostw świata juniorów została zorganizowana w portugalskiej Lizbonie. Zawody rozegrano między 20, a 24 lipca na Estádio Universitário de Lisboa. Polacy zdobyli jeden medal - złoto wywalczył Szymon Ziółkowski w rzucie młotem (po dyskwalifikacji za doping złotego medalisty Ukraińca Władysława Piskunowa).

## Rezultaty

### Mężczyźni
| Konkurencja:          | Złoto:                                                                            | Złoto:   | Srebro:                                                                     | Srebro:  | Brąz:                                                                          | Brąz:    |
| --------------------- | --------------------------------------------------------------------------------- | -------- | --------------------------------------------------------------------------- | -------- | ------------------------------------------------------------------------------ | -------- |
| 100 m                 | Deji Aliu · Nigeria                                                               | 10.21    | Jason Gardener · Wielka Brytania                                            | 10.25    | Deworski Odom · Stany Zjednoczone                                              | 10.26    |
| 200 m                 | Tony Wheeler · Stany Zjednoczone                                                  | 20.62    | Deji Aliu · Nigeria                                                         | 20.88    | Ian Mackie · Wielka Brytania                                                   | 20.95    |
| 400 m                 | Michael McDonald · Jamajka                                                        | 45.83    | Ramon Clay · Stany Zjednoczone                                              | 46.13    | Shaun Farrell · Nowa Zelandia                                                  | 46.31    |
| 800 m                 | Paul Byrne · Australia                                                            | 1:47.42  | Japheth Kimutai · Kenia                                                     | 1:48.22  | Alain Miranda · Kuba                                                           | 1:48.24  |
| 1500 m                | Julius Achon · Uganda                                                             | 3:39.78  | André Bucher · Szwajcaria                                                   | 3:40.46  | Philip Mosima · Kenia                                                          | 3:41.09  |
| 5000 m                | Daniel Komen · Kenia                                                              | 13:45.37 | Habte Jifar · Etiopia                                                       | 13:49.70 | Giuliano Battocletti · Włochy                                                  | 13:51.16 |
| 10 000 m              | Daniel Komen · Kenia                                                              | 28:29.74 | Kenji Takao · Japonia                                                       | 28:55.24 | Michitane Noda · Japonia                                                       | 29:00.55 |
| Chód na 20 km         | Clodoaldo da Silva · Brazylia                                                     | 1:03:21  | Carlos García · Hiszpania                                                   | 1:03:38  | Antonello Landi · Włochy                                                       | 1:03:40  |
| 110 m przez płotki    | Frank Busemann · Niemcy                                                           | 13.47w   | Dudley Dorival · Stany Zjednoczone                                          | 13.65w   | Darius Pemberton · Stany Zjednoczone                                           | 13.93w   |
| 400 m przez płotki    | Hennadij Horbenko · Ukraina                                                       | 50.56    | Róth Miklós · Węgry                                                         | 50.85    | Noel Levy · Wielka Brytania                                                    | 50.94    |
| 3000 m z przeszkodami | Paul Chemase · Kenia                                                              | 8:31.51  | Julius Chelule · Kenia                                                      | 8:33.64  | Yarba Lakhal · Maroko                                                          | 8:34.42  |
| Chód na 10000 m       | Jorge Segura · Meksyk                                                             | 40:26.93 | Yevgeniy Shmalyuk · Rosja                                                   | 40:32.72 | Artur Meleshkevich · Białoruś                                                  | 40:35.52 |
| 4 × 100 m             | Wielka Brytania · Jason Gardener · Julian Golding · Ian Mackie · Trevor Cameron   | 39.60    | Stany Zjednoczone · Deworski Odom · Tony Wheeler · Pat Johnson · Toya Jones | 39.76    | Kanada · Carlton Chambers · Dave Tomlin · Chris Robinson · Eric Frempong-Manso | 39.90    |
| 4 × 400 m             | Stany Zjednoczone · Desmond Johnson · Tony Wheeler · Milton Campbell · Ramon Clay | 3:03.32  | Jamajka · Rohan McDonald · Davian Clarke · Mario Watts · Michael McDonald   | 3:04.12  | Wielka Brytania · Guy Bullock · Nick Budden · Noel Levy · Mark Hylton          | 3:06.59  |
| Skok wzwyż            | Jagan Hames · Australia                                                           | 2.23     | Antoine Burke · Irlandia                                                    | 2.20     | Mika Polku · Finlandia                                                         | 2.20     |
| Skok o tyczce         | Viktor Chistyakov · Rosja                                                         | 5.60     | Dmitri Markow · Białoruś                                                    | 5.50     | Taoufik Lachheb · Francja                                                      | 5.30     |
| Skok w dal            | Gregor Cankar · Słowenia                                                          | 8.04w    | Bogdan Țăruș · Rumunia                                                      | 8.01     | Shigeru Tagawa · Japonia                                                       | 7.85w    |
| Trójskok              | Onochie Achike · Wielka Brytania                                                  | 16.67w   | Leonard Cobb · Stany Zjednoczone                                            | 16.65    | Ronald Servius · Francja                                                       | 16.55w   |
| Pchnięcie kulą        | Adam Nelson · Stany Zjednoczone                                                   | 18.34    | Andreas Gustafsson · Szwecja                                                | 17.95    | Ville Tiisanoja · Finlandia                                                    | 17.90    |
| Rzut dyskiem          | Frantz Kruger · Południowa Afryka                                                 | 58.22    | Julio Piñero · Argentyna                                                    | 57.80    | Timo Sinervo · Finlandia                                                       | 56.76    |
| Rzut oszczepem        | Marius Corbett · Południowa Afryka                                                | 77.98    | Matti Närhi · Finlandia                                                     | 74.92    | Isbel Luaces · Kuba                                                            | 72.82    |
| Rzut młotem           | Szymon Ziółkowski · Polska                                                        | 70.44    | Igor Tugay · Ukraina                                                        | 70.08    | Sergey Vasilyev · Rosja                                                        | 66.14    |
| Dziesięciobój         | Benjamin Jensen · Norwegia                                                        | 7676     | Klaus Isekenmeier · Niemcy                                                  | 7298     | Glenn Lindqvist · Finlandia                                                    | 7288     |

### Kobiety
| Konkurencja:       | Złoto:                                                                                  | Złoto:   | Srebro:                                                                      | Srebro:  | Brąz:                                                                                   | Brąz:    |
| ------------------ | --------------------------------------------------------------------------------------- | -------- | ---------------------------------------------------------------------------- | -------- | --------------------------------------------------------------------------------------- | -------- |
| 100 m              | Sabrina Kelly · Stany Zjednoczone                                                       | 11.36    | Aspen Burkett · Stany Zjednoczone                                            | 11.40    | Philomena Mensah · Ghana                                                                | 11.43    |
| 200 m              | Heide Seÿerling · Południowa Afryka                                                     | 22.80w   | LaKeisha Backus · Stany Zjednoczone                                          | 22.86w   | Tatjana Tkalicz · Ukraina                                                               | 23.35w   |
| 400 m              | Olabisi Afolabi · Nigeria                                                               | 51.97    | Monique Hennagan · Stany Zjednoczone                                         | 52.25    | Hana Benešová · Czechy                                                                  | 52.60    |
| 800 m              | Mioara Cosulianu · Rumunia                                                              | 2:04.95  | Jackline Maranga · Kenia                                                     | 2:05.05  | Kutre Dulecha · Etiopia                                                                 | 2:05.17  |
| 1500 m             | Anita Weyermann · Szwajcaria                                                            | 4:13.97  | Marta Domínguez · Hiszpania                                                  | 4:14.59  | Atsumi Yashima · Japonia                                                                | 4:15.84  |
| 3000 m             | Gabriela Szabó · Rumunia                                                                | 8:47.40  | Susie Power · Australia                                                      | 8:56.93  | Sally Barsosio · Kenia                                                                  | 8:59.34  |
| 10 000 m           | Yoko Yamazaki · Japonia                                                                 | 32:34.11 | Jackline Okemwa · Kenia                                                      | 33:19.51 | Jebiwot Keitany · Kenia                                                                 | 33:35.98 |
| 100 m przez płotki | Kirsten Bolm · Niemcy                                                                   | 13.26    | LaTasha Colander · Stany Zjednoczone                                         | 13.30    | Diane Allahgreen · Wielka Brytania                                                      | 13.31    |
| 400 m przez płotki | Ionela Târlea · Rumunia                                                                 | 56.25    | Virna De Angeli · Włochy                                                     | 56.93    | Emma Holmqvist · Szwecja                                                                | 57.23    |
| Chód na 5000 m     | Irina Stankina · Rosja                                                                  | 21:05.41 | Susana Feitor · Portugalia                                                   | 21:12.87 | Natalja Trofimowa · Rosja                                                               | 21:24.71 |
| 4 × 100 m          | Jamajka · Tulia Robinson · Beverley Langley · Kerry-Ann Richards · Astia Walker         | 44.01    | Niemcy · Sandra Roos · Gabriele Becker · Sandra Görigk · Esther Möller       | 44.78    | Wielka Brytania · Diane Allahgreen · Susan Williams · Sinead Dudgeon · Rebecca Drummond | 45.08    |
| 4 × 400 m          | Stany Zjednoczone · Cicely Scott · Monique Hennagan · Michelle Brown · Jowanna McMullen | 3:32.08  | Rumunia · Marinella Mircea · Lavinia Miroiu · Andrea Burlacu · Ionela Târlea | 3:36.59  | Niemcy · Susanne Merkel · Claudia Angerhausen · Ivonne Teichmann · Ulrike Urbansky      | 3:36.65  |
| Skok wzwyż         | Olga Kaliturina · Rosja                                                                 | 1.88     | Kajsa Bergqvist · Szwecja                                                    | 1.88     | Amy Acuff · Stany Zjednoczone · Lenka Riháková · Słowacja                               | 1.88     |
| Skok w dal         | Jelena Łysak · Rosja                                                                    | 6.72w    | Heli Koivula · Finlandia                                                     | 6.64w    | Ingvild Larsen · Norwegia                                                               | 6.39w    |
| Trójskok           | Jelena Łysak · Rosja                                                                    | 14.43w   | Ren Ruiping · Chiny                                                          | 14.36w   | Tatiana Lebiediewa · Rosja                                                              | 13.62    |
| Pchnięcie kulą     | Cheng Xiaoyan · Chiny                                                                   | 18.76    | Yumileidi Cumbá · Kuba                                                       | 18.09    | Claudia Mues · Niemcy                                                                   | 17.07    |
| Rzut dyskiem       | Corrie de Bruin · Holandia                                                              | 55.18    | Sabine Sievers · Niemcy                                                      | 54.86    | Suzy Powell · Stany Zjednoczone                                                         | 52.62    |
| Rzut oszczepem     | Taina Uppa · Finlandia                                                                  | 59.02    | María Caridad Álvarez · Kuba                                                 | 58.26    | Kovács Réka · Węgry                                                                     | 55.88    |
| Siedmiobój         | Kathleen Gutjahr · Niemcy                                                               | 5918     | Regla Cárdenas · Kuba                                                        | 5834     | Ding Ying · Chiny                                                                       | 5785     |